# Attentat contre l'équipe nationale de football du Togo
L'attentat de l'équipe nationale de football du Togo est une attaque terroriste qui s'est produite le 8 janvier 2010 alors que l'équipe nationale de football du Togo traversait la province angolaise de Cabinda en route vers le tournoi de la Coupe d'Afrique des Nations 2010, deux jours avant le début. Une ramification peu connue du Front pour la libération de l'enclave de Cabinda (FLEC), un groupe promouvant l'indépendance de la province de Cabinda, connu sous le nom de Front pour la libération de l'enclave de Cabinda - Position militaire (FLEC-PM), a revendiqué la responsabilité de l'attaque. Le chauffeur de bus Mário Adjoua, le directeur adjoint de l'équipe Améleté Abalo et l'officier des médias Stanislas Ocloo ont été tués et 9 autres personnes ont été blessées. Le secrétaire général du FLEC-PM Rodrigues Mingas, actuellement exilé en France, a affirmé que l'attaque ne visait pas les joueurs togolais mais les forces angolaises à la tête du convoi. Les autorités ont signalé que deux suspects avaient été arrêtés en relation avec les attaques.

## Attaque
Le 8 janvier 2010, le bus de l'équipe nationale du Togo a été attaqué par des hommes armés alors qu'il traversait la province angolaise de Cabinda pour la Coupe d'Afrique des Nations. L'autobus a subi des tirs de mitrailleuses juste après avoir franchi la frontière de la République du Congo dans la province exclave angolaise de Cabinda. Tous les matchs initiaux du Groupe B du Togo devaient avoir lieu au stade national de Chiazi à Cabinda.
Selon le chef rebelle Rodrigues Mingas, l'attaque a été menée par son commandant Sametonne, qui a affirmé que 15 combattants du FLEC avaient participé à l'embuscade. Le siège a duré au moins 30 minutes. Le chauffeur de bus, Mário Adjoua, a été tué, coupant tous les moyens d'évasion possibles. Les passagers se sont cachés sous les sièges. Une équipe de sécurité d'environ 10 hommes dans deux voitures voyageant avec l'équipe a riposté.
Le défenseur du FC Vaslui, Serge Akakpo, a été gravement blessé par balles et a perdu du sang, tout comme le gardien Kodjovi Obilalé. Aux côtés des deux joueurs, le vice-président Gabriel Ameyi de la Fédération togolaise de football et sept membres dont un journaliste et deux médecins d'équipe ont été blessés. Emmanuel Adebayor a déclaré que l'attaque était "l'une des pires choses que j'ai jamais traversées de ma vie." Il a dû transporter ses coéquipiers hurlants à l'hôpital car il était l'un des moins touchés. Thomas Dossevi a déclaré: «C'était un véritable enfer. Vingt minutes de coups de feu, de sang et de peur», et Richmond Forson a déclaré: «Le bus qui transportait les bagages était criblé. Peut-être qu'ils pensaient que nous étions là. Puis ils ont ouvert le feu, même contre nos entraîneurs. C'était terrible." Thomas Dossevi a dit que l'équipe était "mitraillée, comme des chiens.",.
Le groupe de guérilla séparatiste angolais Front pour la libération de l'enclave de Cabinda - Position militaire (FLEC-PM) a revendiqué la responsabilité de l'attaque. Un communiqué signé par le secrétaire général du FLEC-PM, Rodrigues Mingas, a déclaré: "Cette opération n'est que le début d'une série d'actions planifiées qui continueront de se dérouler sur l'ensemble du territoire de Cabinda.". Le porte-parole du ministère français des Affaires étrangères, Bernard Valère, a déclaré que "l'incitation à la violence est totalement inacceptable" et Rodrigues Mingas pourrait être poursuivi en vertu des lois françaises pour avoir fait de telles déclarations. Un plus grand groupe dérivé connu sous le nom de Forces armées de Cabinda (FLEC-FAC) a également revendiqué la responsabilité. Le chef du groupe Jean-Claude Nzita a rejeté la faction de Rodrigues Mingas comme opportuniste.

## Victimes
Trois personnes ont été tuées et neuf autres blessées.

### Morts
- Amélété Abalo : Entraîneur adjoint de l'équipe nationale togolaise de football et manager de ASKO Kara (décédé le 9 janvier 2010)
- Stanislas Ocloo : commentateur sportif / journaliste de télévision pour la télévision togolaise (décédé le 9 janvier 2010)
- Mário Adjoua - Chauffeur de bus d'origine angolaise (décédé le 8 janvier 2010)

### Blessés
- Kodjovi Obilalé : a été touché dans le bas du dos. La balle se fendit en plusieurs morceaux pénétrant son estomac. La situation du gardien de but aurait été stabilisée le 11 janvier. Les médecins sud-africains ont suggéré de laisser des fragments de balle dans son estomac, car l'opération de retrait pourrait causer plus de dommages.
- Serge Akakpo
- Hubert Velud : Manager
- Waké Nibombé
- Elista Kodjo Lano
- Divinelae Amevor - physiothérapeute
- Tadafame Wadja - médecin

## Enquête
Dans le cadre de l'attaque meurtrière contre l'équipe nationale togolaise de football, la police angolaise a arrêté deux suspects le 10 janvier 2010. Comme l'a rapporté la radio nationale, citant le procureur, les arrestations ont été effectuées dans l'exclave angolaise de Cabinda, située entre la République du Congo et la République démocratique du Congo en Afrique centrale. Au total, 9 suspects ont été arrêtés.
L'Angola a arrêté quatre hommes (Monseigneur Raul Tati, prêtre catholique et plus tard évêque, Francisco Luemba, avocat, Belchior Tati, économiste et Jose Benjamin Fuca, ancien officier de police) qui possédaient des documents sur le FLEC et s'étaient rendus à Paris pour des réunions avec des dirigeants exilés. En août, ils ont été emprisonnés pour liens avec le FLEC-PM. Un tribunal de Cabinda a reconnu les quatre coupables de crimes contre la sécurité de l'État; bien que le juge n'ait pas précisé si les quatre hommes avaient un lien direct avec l'attaque. Leurs peines de prison variaient de trois à cinq ans. Le 11 janvier, deux membres du FLEC ont été arrêtés près du site de l'attentat.
Le procès a été critiqué par des groupes de défense des droits humains qui ont accusé le gouvernement d'utiliser les attaques pour justifier une répression contre les critiques. Martinho Nombo, un avocat participant aux audiences, a déclaré que le juge les avait condamnés uniquement parce qu'ils avaient parlé ou écrit au sujet de l'indépendance de Cabinda. "C'est inconstitutionnel. Un juge ne peut pas emprisonner quelqu'un pour rien. Cela ne fera qu'aggraver le piètre bilan de l'Angola en matière de droits de l'homme et de l'ensemble du processus de paix avec le FLEC. Le lien supposé était implicite plutôt qu'énoncé. Ils ont été condamnés sur la base de ces documents." Human Rights Watch a également critiqué la condamnation qualifiant les quatre "militants" et disant "Il s'agit clairement d'une occasion manquée de rétablir la justice en Angola, et en particulier à Cabinda.".

## Conséquences
L'équipe togolaise a appelé au boycott de la compétition à la suite de l'attaque. Alaixys Romao et Thomas Dossevi ont parlé de leur dégoût et de leur manque de désir de compétitionner à la suite de leur expérience. L' équipe nationale de football du Togo s'est par la suite retirée du tournoi. Le milieu de terrain togolais Alaixys Romao a déclaré que l'équipe tentait également de persuader les autres équipes de son groupe de se retirer de la compétition. Après avoir vu les conséquences de l'attaque, des membres de l'équipe nationale du Mozambique qui ont pénétré à Luanda ont demandé des assurances de protection.
Le Togo devait jouer son premier match du tournoi contre le Ghana, trois jours après l'attaque du 11 janvier 2010. Le Togo se retire du tournoi un jour plus tard.
Plus tard, il y a eu une sorte de retournement puisque deux des joueurs togolais ont dit qu'ils joueraient en Coupe d'Afrique des Nations en "mémoire des morts". Thomas Dossevi, l'un des joueurs togolais, a annoncé que le Togo serait en compétition "pour montrer nos couleurs nationales, nos valeurs et que nous sommes des hommes". Le gouvernement togolais, cependant, a par la suite ordonné à l'équipe de rentrer chez elle pour des raisons de sécurité.
Le 11 janvier 2010, le Togo a été officiellement disqualifié de la Coupe d'Afrique à son retour dans son pays d'origine. L'équipe togolaise était partie dimanche, deux jours après l'attaque du bus de l'équipe. "L'équipe est disqualifiée, ce groupe sera composé de trois équipes", a indiqué un porte-parole de la Confédération africaine de football (CAF). Selon le ministre togolais des Sports, Christophe Padumhokou Tchao, la demande officielle du Togo de rejoindre le tournoi a été refusée malgré les raisons de rendre hommage aux membres décédés de l'équipe.

## Réactions
Le ministre du gouvernement angolais António Bento Bembe l'a qualifié d'"acte de terrorisme" et a renforcé la sécurité lors du tournoi. Martin O'Neill , manager du joueur Moustapha Salifou à Aston Villa, a exprimé son choc sur le site Internet du club. Les clubs de football de Manchester City et de Portsmouth ont exprimé des inquiétudes quant à la sécurité de leurs joueurs. Des joueurs d'autres équipes en Afrique, comme Benni McCarthy et Momo Sissoko, ont condamné l'attaque. Le premier ministre togolais Gilbert Houngbo a ordonné une période de deuil national de trois jours.",.
Danny Jordaan, organisateur de la Coupe du monde de la FIFA 2010 qui s'est disputée en Afrique du Sud en juin et juillet 2010, a rejeté les inquiétudes selon lesquelles l'attaque avait un rapport avec les dispositions de sécurité pour la Coupe du monde.
Le 12 avril, le capitaine togolais Emmanuel Adebayor a annoncé sa retraite du football international, déclarant qu'il était « toujours hanté par les événements dont j'ai été témoin en cet horrible après-midi ». Adebeyor est ensuite retourné à ses fonctions internationales en novembre 2011 à la suite des assurances de la Fédération togolaise de football concernant la sécurité, faisant son retour dans une victoire de 1 à 0 sur la Guinée-Bissau lors d'un match de qualification pour la Coupe du monde 2014.